# 75190 Segreliliana
75190 Segreliliana este o planetă minoră (asteroid), cu un diametru de 1,498 km, din centura de asteroizi. A fost descoperită pe 14 noiembrie 1999 la Experimental Test Site⁠(d) de Lincoln Near-Earth Asteroid Research și a fost numită după Liliana Segre⁠(d). 
Obiectul prezintă o orbită caracterizată de o semiaxă mare de 2,4090878806218 UAi, o excentricitate de 0,19589503420285, o înclinație de 1,9814873998849 ° în raport cu ecliptica.